# 中华人民共和国风力发电

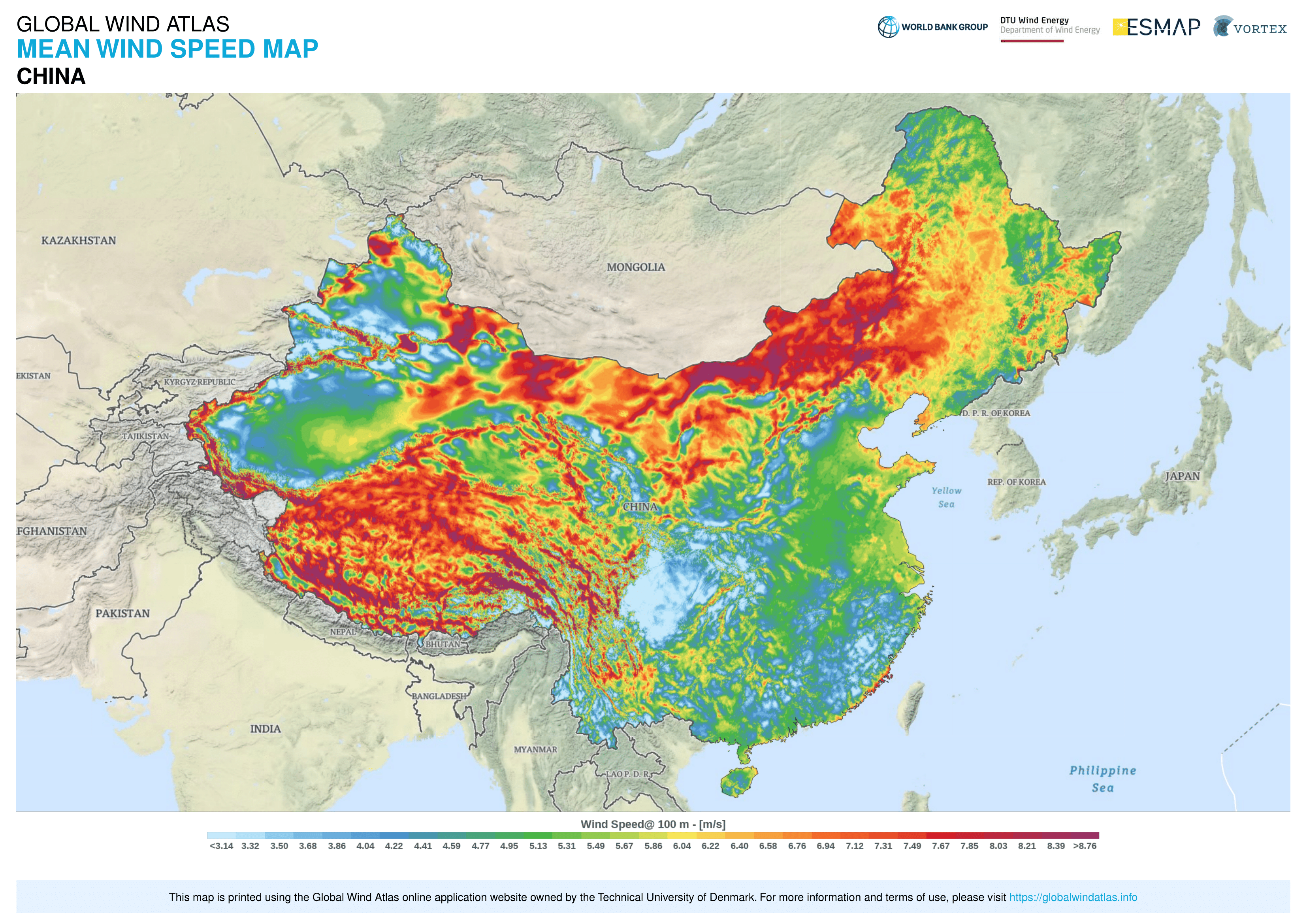
中國各地的平均風速

中華人民共和國風力發電處於世界領先地位，自2010年以來中国就是世界上最大的風電裝機容量市場，擁有世界上最大的裝機容量，并且保持快速增长。同時中國是世界最大的風力發電國，根據智庫Ember的數據，中國在2022年產生的風力發電量比整個歐洲多46%，而歐洲是世界第二大風力發電市場。
中國拥有广阔的疆域和漫长的海岸线，因此有得天獨厚的巨大風能資源，僅位於甘肅省酒泉市外的多風沙漠地區，就有200吉瓦  (GW)的風能儲量。據估計，在中國陸地上可開發的風電約為2,380GW，海上可開發容量約為 200GW。中國在風電研究上也領先世界，根據Reddie&Grose的研究顯示，在2010年至2020年間中國的風能專利申請量排名第一。在同一時間段內，歐洲產生了16,396件專利申請，美國產生了16,074件專利申請。 韓國和日本分別以6,611件和3,809件緊隨其後。
中國政府已制定了路線圖，預計到2030年中國將擁有1200GW的風能和太陽能裝機容量，而且作為政府承諾的一部分，到該年將非化石燃料在一次能源消費中的份額提高到25%左右。中國已將風力發電確定為該國經濟增長及能源自主戰略的重要組成部分，在十二五规划、十三五规划及十四五规划中已有明確的目標，專家表示中國可以在2060年前實現碳中和，在2030年前實現排放達峰。
截止2021年底，風電是中國第三大電力來源，佔總發電量的 7.5%，達328吉瓦 (GW)，是2020年底歐盟的1.4倍，美國的2.6倍，已連續12年居世界第一。當年的的新增風電裝機也占世界新裝機總容量的近 70%。中國在2021年及2022年增加的風力發電容量超過了前七年風力發電總量。而根据全球风能理事会《2022年全球风能报告》的统计，2021年中国陆上风电新增装机容量30.7GW，占全球42.34%，海上风电新增装机容量占全球80.02%，離岸風力發電量方面超過了英國和德國，成為全球最大的離岸風力發電市場，佔全球總裝機容量的40%。2022年，中國新增風電裝機37GW，雖然依舊是全球最大的新增風電裝機國，但比起前年已大幅下降約五分之一，這是因為中央政府於2021年初停止為陸上風電項目開發商提供補貼，但預計在2023年起風電裝機量將出現反彈。
截至2022年，中國是全球最大的風電設備製造基地，而金風科技是中國最大的國產風機製造商。2019年，金風科技是首批簽約東北地區風電制氫項目的合作夥伴之一，希望充分利用中國目前尚未開發的風力發電潛力。中國國電集團的另一家子公司中國龍源電力集團公司也是風電的早期先驅，曾一度運營著中國40%的風電場。根據信貸評級機構惠譽國際在2020年的預測，到2028年中國的風力發電量預計將達到約1000TWh，高於之前870TWh的預測，主因是科技的快速發展使項目成本降低變得可能。
截至2024年，中国风电累计并网容量达到521 GW，同比增长18%，其中陆上风电480GW，海上风电41GW。全国风电发电量9916亿千瓦时，同比增长16%，全国风电平均利用率95.9%。2024全年，中国新增装机容量79.82GW，同比增长6%，其中陆上风电新增装机容量75.79GW，占全部新增装机容量的94.95%，海上风电新增装机容量4.04GW，占全部新增装机容量的5.05%，从新增装机分布看，“三北”地区占全国新增装机的75%。

## 历史
截至2008年底，已有至少15家中国公司以商业目的生产风力涡轮机，并有几十个中国公司生产组件，中国将会普及1.5 MW至3 MW大小的涡轮机。中国领先的风力发电公司有金风科技、国电联合动力（国电集团子公司）、东方电气、明阳风电、上海电气、远景能源、湘电风能（湘电集团子公司）、华锐风电等，以及大多数主要的外国风力涡轮机制造商。在2008年，中国也增加了小型风力涡轮机的生产，總數達到约80,000個涡轮机。根据行业观察人士的观点，凭借这些发展，中国的风力发电产业展现出了不受全球金融危机影响的现象。
2010年，中国成为全球最大的风力发电提供者，截至年底风力发电装机容量达41.8 MW，但其中约1/4未接入电网；2012年底，风力发电装机容量达到76 MW，但其中有15 MW未接入电网。根据全球风能理事会的观点，中国风能的发展在规模上和节奏上都绝对是世界上无与伦比的。全国人民代表大会常务委员会通过一项法律，要求中国能源公司购买所有可再生能源行业生产的电力。
作为环境目标的一部分，包含在中国“十二五规划”（2011年－2015年）的目标是非化石能源消耗占总能源消耗的11.4%，同时每个GDP单元CO
2的排放量减少17%。
根據全球能源監測 (GEM) 的數據，截至 2023 年 1 月，中國的風電場總運營容量為 278,353 兆瓦 (MW)。其中近 60% 是 2015 年以來安裝的，95% 是 2010 年以來安裝的，這意味著中國的絕大多數風電項目都是相對現代化的裝置，效率也相當高。
此外，全球能源監測的數據還顯示了風電使到中國幾個主要省份的能源結構重新劃分。數據顯示近年來南方的廣東、東部沿海的福建、北方的山西和河北等主要工業製造業中心的風力發電量都出現了急劇攀升，這些省份原先是嚴重依賴化石燃料或西部地區的輸電。當地風力發電量急劇增加的原因是因為技術的改善及進步，使到發電效率增高，另外海上風電的技術突破，也為這些沿海省份帶來新的能源來源。而這種能源結構改變有助於當地電力生產商減少對高排放化石燃料的依賴，同時減少長距離輸電的需求，減輕電網的壓力。
|                | 2014    | 2015    | 2016    | 2017    | 2018    | 2019    | 2020    | 2021    | 2022    | 2023    | 2024    |
| -------------- | ------- | ------- | ------- | ------- | ------- | ------- | ------- | ------- | ------- | ------- | ------- |
| 装机容量（MW） | 114,763 | 129,700 | 149,000 | 163,670 | 184,260 | 210,050 | 282,650 | 328,480 | 365,440 | 441,440 | 520,680 |
| 发电量（GWh）  | 153,400 | 186,300 | 241,000 | 305,700 | 366,000 | 405,700 | 466,500 | 655,600 | 762,400 | 809,000 | 991,600 |
| 容量因子       | 15.3%   | 16.4%   | 18.5%   | 21.3%   | 22.7%   | 22.0%   | 18.8%   | 22.9%   | 23.8%   | 20.9%   | 21.7%   |

2022年11月23日，16兆瓦海上风电机组在福建三峡海上风电国际产业园下线。
2024年10月12日，中国东方电气集团研制，全球最大的26 MW级海上风力发电机组在福建省福清市海上风电产业园下线，最长风电叶片达到147米，最高轮毂高度达到185米。

## 離岸風力發電
中國擁有1.8萬公里的海岸線，離岸風力資源充足，據估計海上可開發風能資源達7.5億千瓦。2012年，中國製定了到2015年海上風電裝機容量達到5GW、到2020年達到30GW的目標。但是政府製定的目標並未能實現，離岸風力發電裝機容量進展緩慢，直到2016年後才開始增速。這是因為中國離岸風機製造商在該領域缺乏經驗，這迫使他們引進國外技術，德國西門子是重要的合作伙伴。另一個原因是離岸開發需要巨額投資及具高風險，這讓私營公司望而卻步。
全球風能委員會的2022年報告顯示，中國最近在離岸風力發電量方面超過了英國和德國，成為全球最大的離岸風力發電市場，佔全球總裝機容量的40%。

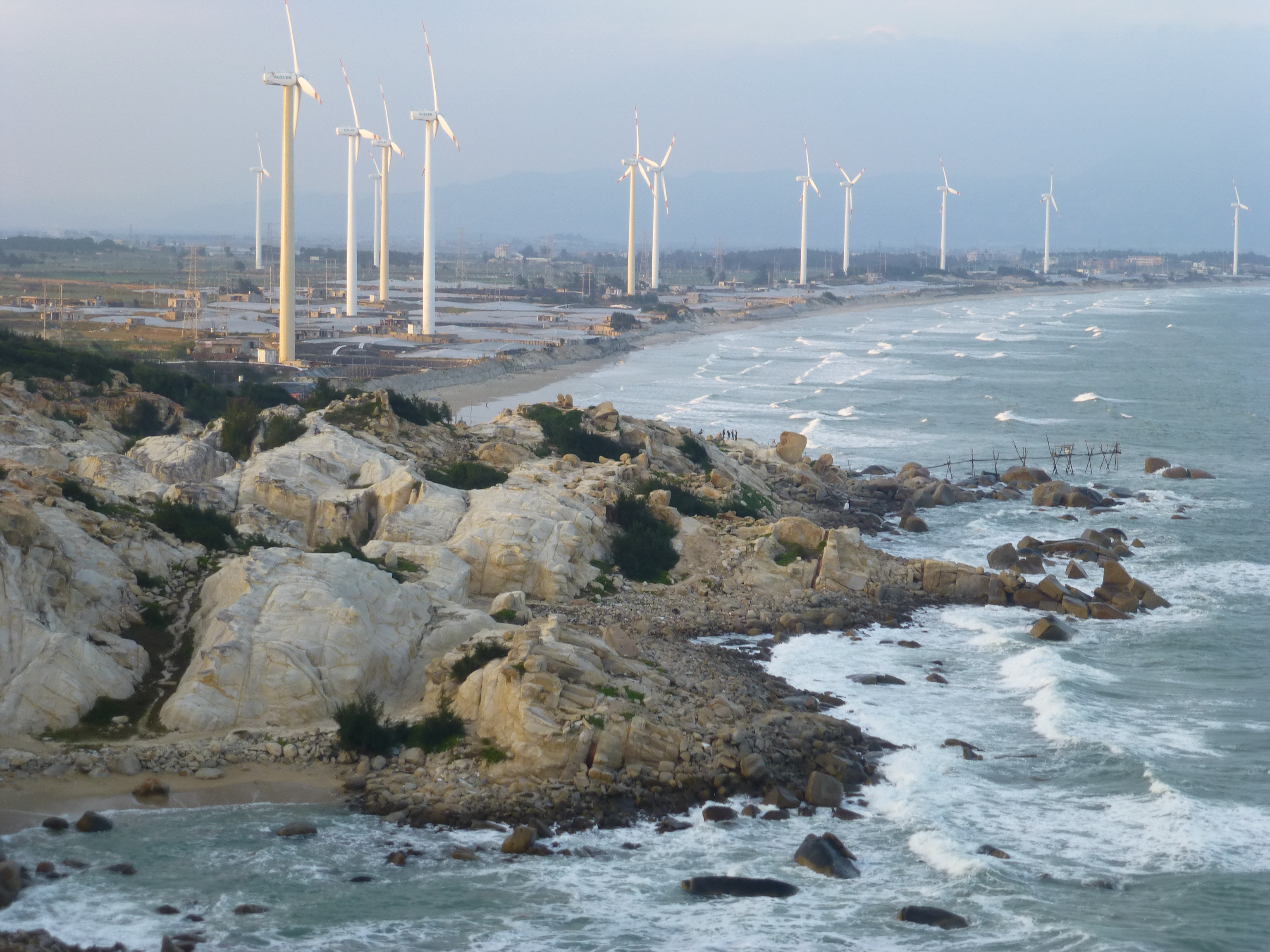
福建省六鳌鎮的風力發電廠

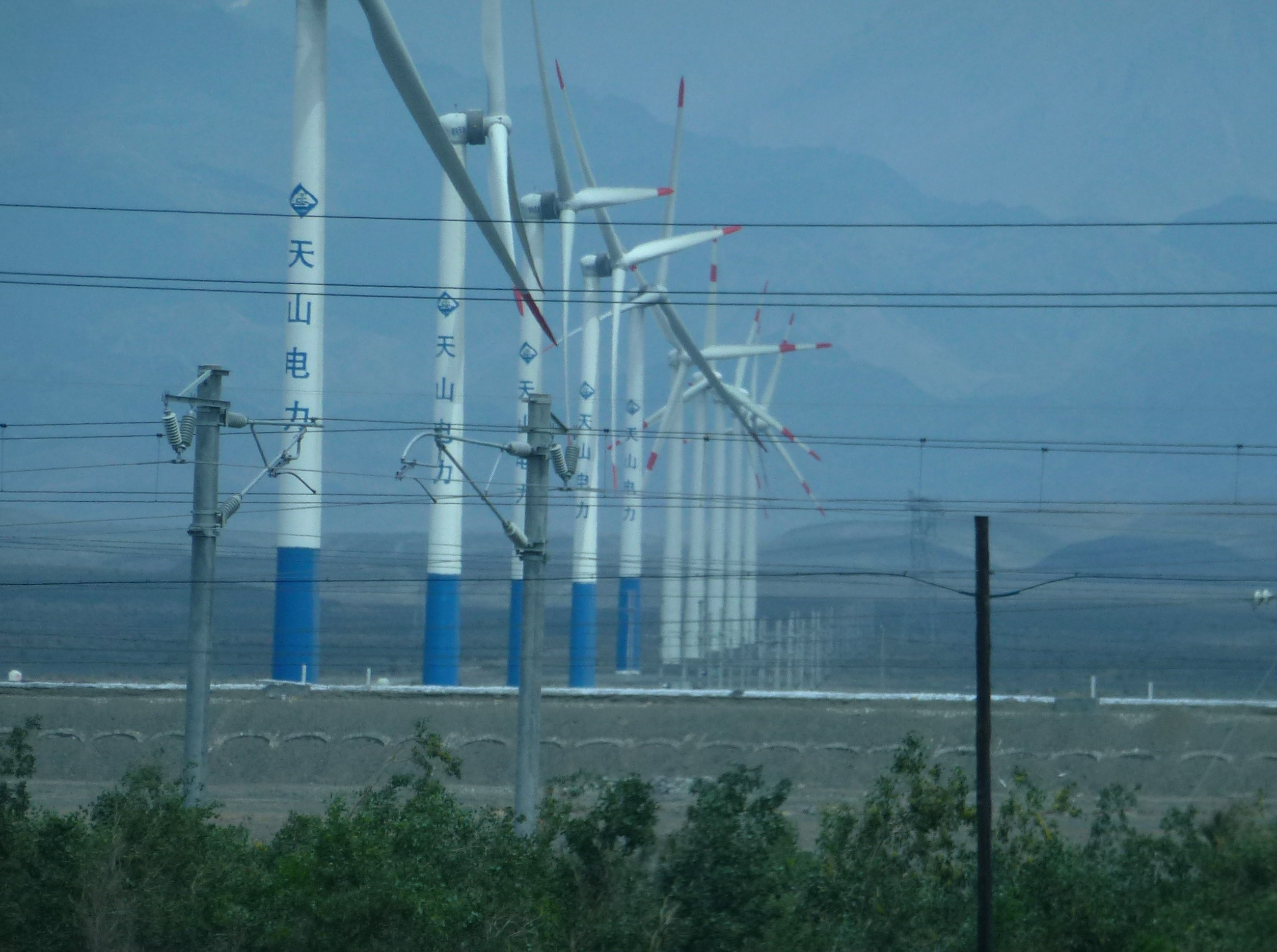
天山電力建造的新疆風能場

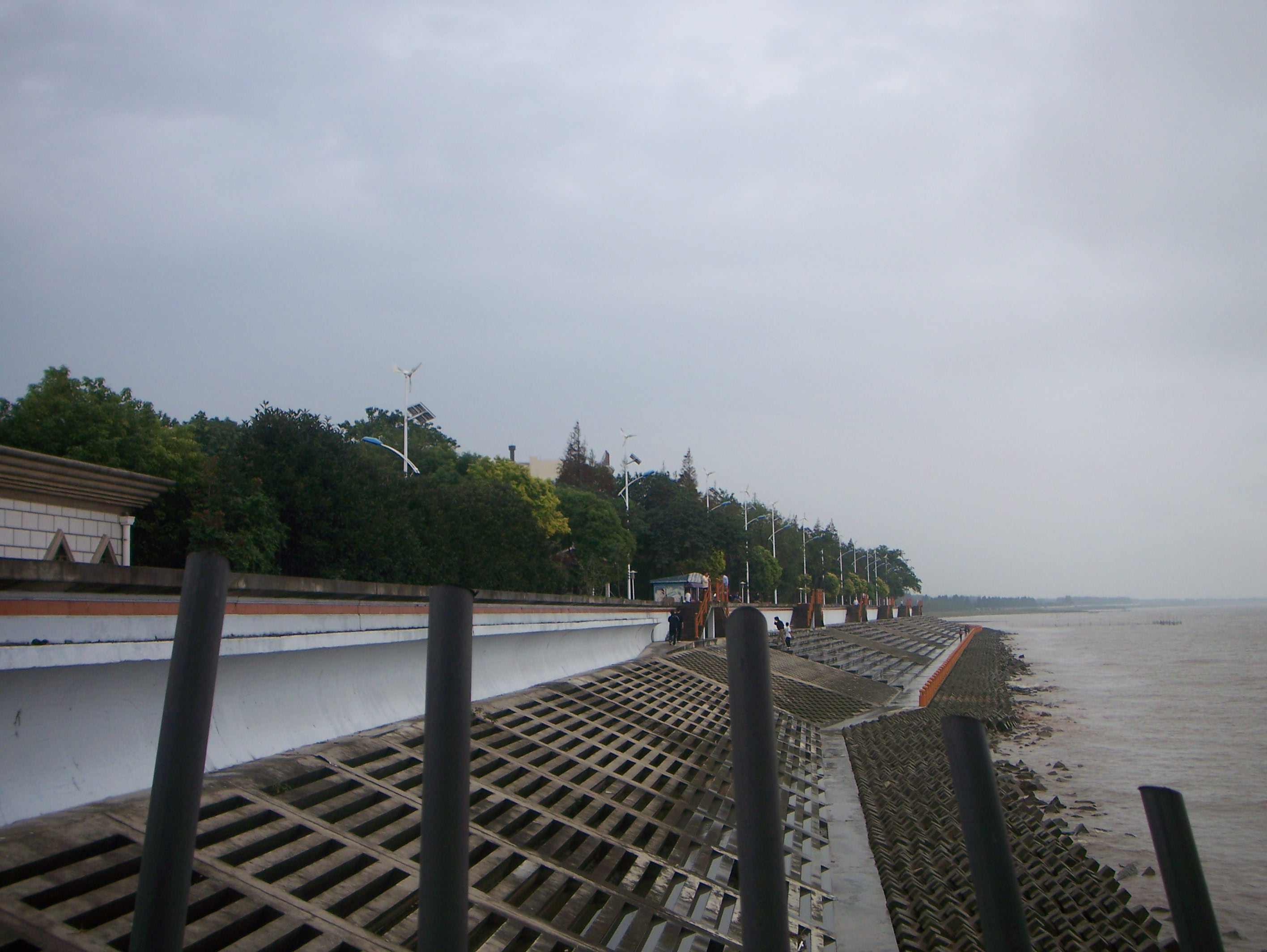
上海市崇明区同時有風力和太陽能兩種電能的路燈

## 在建项目
中國國家能源局於2021年11月8日的季度新聞發布會上宣布，中國正在積極推進偏遠地區大型風電和太陽能光伏項目的建設。首輪項目以沙漠及戈壁地區為重點，新增裝機容量約1億千瓦（kW）， 這些項目將主要分佈在華北的內蒙古自治區、西北的陝西省、寧夏回族自治區、甘肅省、青海省和新疆維吾爾自治區。

## 开发潜力
2008年，在国家有关部委的支持下，中国气象局风能太阳能资源评估中心在以前风能资源普查结果的基础上启动了“全国风能资源详查和评价”项目。该项目最终得出的结论是，根据国际上对风能资源技术开发量的评价指标，在年平均风功率密度达到300 W/m2的风能资源覆盖区域内，考虑自然地理和国家基本政策对风电开发的制约因素，剔除装机容量小于1.5 MW/km2的区域后，得出中国陆上50米、70米、100米高度层年平均风功率密度大于等于300 W/m2的风能资源技术开发量分别为20亿 kW、26亿 kW和34亿 kW。本项目同时得出70米高度层平均风功率密度大于等于200 W/m2的风能资源技术开发量为3,600 GW。
为配合中国低风速地区风能资源的开发，国内风电机组制造企业近来纷纷研制低风速型风电机组，使得低风速地区同样具备了风电开发价值。如金风科技研制的GW115/2000超低风速直驱永磁机组可以使年平均风速为5.2 m/s的超低风速区域具备开发价值，而5 m/s的平均风速对应的风功率密度在200 W/m2以内。由于低风速型风电机组的推出，使得中国风能可开发区域大幅增加，技术可开发储量也高出现有的评估数据。总体上，中国风能资源技术开发量满足国家大规模开发风电的需要。

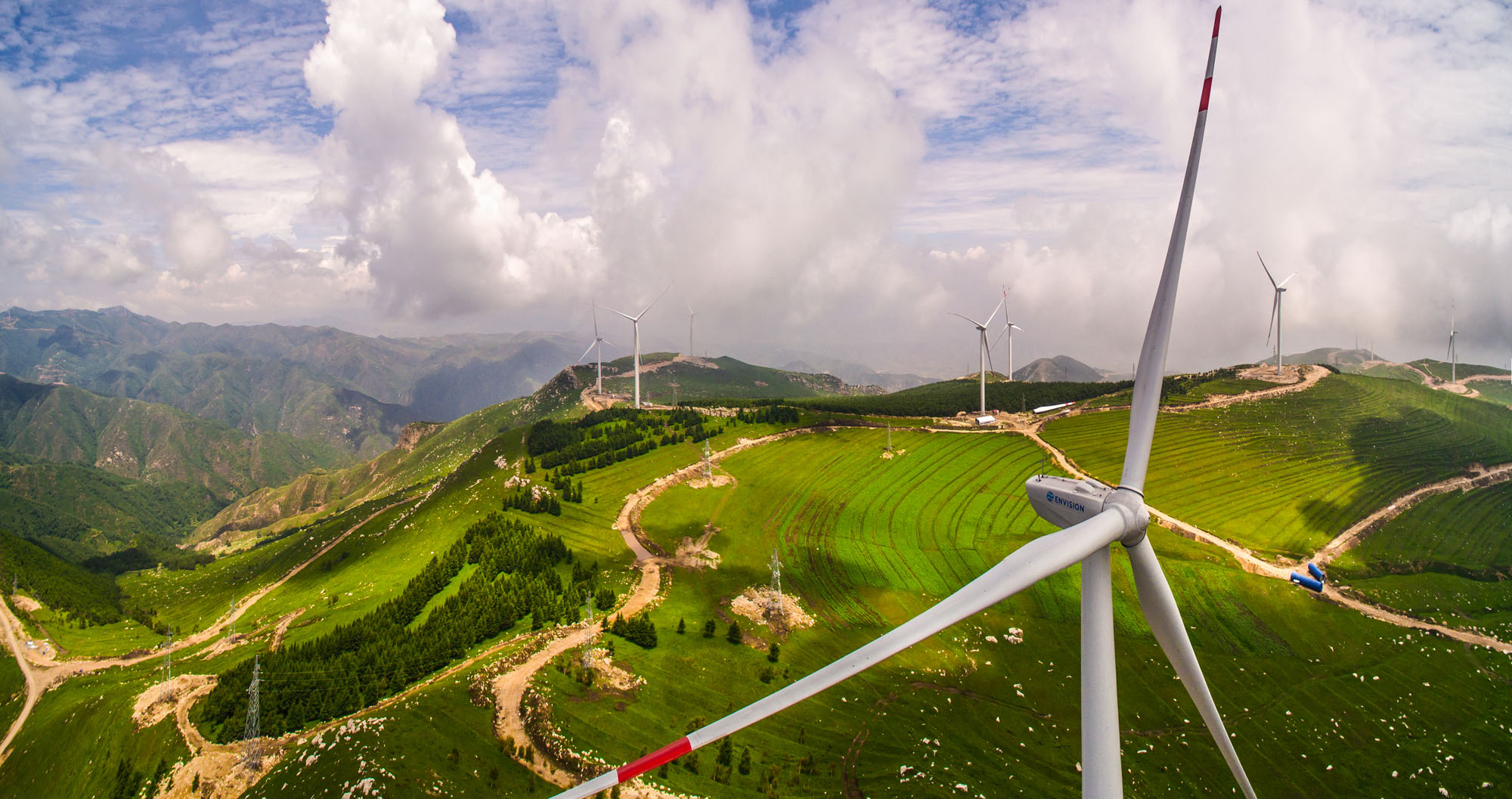
山西省广灵县远景能源的卧羊场风力发电场

## 记录

### 世界记录
| 记录                                 | 并网时间      | 风电场           | 风机制造商 | 风机机型      |
| ------------------------------------ | ------------- | ---------------- | ---------- | ------------- |
| 全球首台16MW离岸海上风电机组并网发电 | 2023年7月19日 | 福建某海上风电场 | 金风科技   | GWH252-16MW   |
| 全球最大20MW离岸海上风电机组并网发电 | 2024年9月26日 | 海南某海上风电场 | 明阳智能   | MySE18.X-20MW |

### 国内记录
| 记录                                       | 并网时间         | 风电场                     | 装机容量 |
| ------------------------------------------ | ---------------- | -------------------------- | -------- |
| 中国海拔最高风电场（海拔5050米）           | 2023年8月3日     | 西藏措美哲古风电场         | 72.6 MW  |
| 中国最大单体陆地风电场 （占地420平方公里） | 2024年12月24日   | 内蒙古乌拉特中旗储能风电场 | 1.5 GW   |
| 中国最深海上风电场（水深50米以上）         | 2025年底（预计） | 山东半岛北L场址海上风电场  | 504 MW   |